# 6746 Zagar
A 6746 Zagar (ideiglenes jelöléssel 1994 NP) a Naprendszer kisbolygóövében található aszteroida. Osservatorio San Vittore fedezte fel 1994. július 9-én.